# Kennebec County
Kennebec County ist ein County im Bundesstaat Maine der Vereinigten Staaten. Der Sitz der Countyverwaltung (County Seat) befindet sich in Augusta.

## Geographie
Nach Angaben der Volkszählungsbehörde der USA hat das County eine Gesamtfläche von 2247 Quadratkilometern. Davon sind 217 Quadratkilometer, entsprechend 8,79 Prozent, Wasserflächen. Das County grenzt im Uhrzeigersinn an die Countys: Somerset County, Waldo County, Sagadahoc County, Lincoln County, Androscoggin County und Franklin County.

## Geschichte
Acht Stätten des Countys haben aufgrund ihrer geschichtlichen Bedeutung den Status einer National Historic Landmark. Insgesamt sind 124 Bauwerke und Stätten des Countys sind im National Register of Historic Places eingetragen (Stand 11. November 2017).

## Demografische Daten

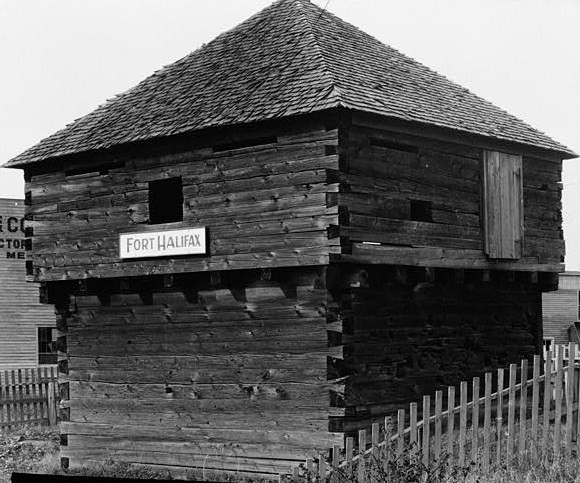
Fort Halifax, gelistet im NRHP mit der Nr. 68000015

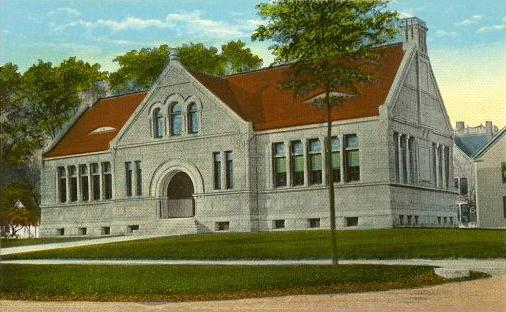
Die Lithgow Library, gelistet im NRHP mit der Nr. 74000170

Nach der Volkszählung im Jahr 2000 lebten im County 117.114 Menschen. Es gab 47.683 Haushalte und 31.327 Familien. Die Bevölkerungsdichte betrug 52 Einwohner pro Quadratkilometer. Ethnisch betrachtet setzte sich die Bevölkerung zusammen aus 97,45 % Weißen, 0,34 % Afroamerikanern, 0,40 % amerikanischen Ureinwohnern, 0,59 % Asiaten, 0,02 % Bewohnern aus dem pazifischen Inselraum und 0,18 % aus anderen ethnischen Gruppen; 1,02 % stammten von zwei oder mehr ethnischen Gruppen ab. 0,73 % der Bevölkerung waren spanischer oder lateinamerikanischer Abstammung.
Von den 47.683 Haushalten hatten 31,20 % Kinder und Jugendliche unter 18 Jahre, die bei ihnen lebten. 51,60 % waren verheiratete, zusammenlebende Paare, 10,00 % waren allein erziehende Mütter. 34,30 % waren keine Familien. 27,60 % waren Singlehaushalte und in 10,60 % lebten Menschen im Alter von 65 Jahren oder darüber. Die Durchschnittshaushaltsgröße betrug 2,38 und die durchschnittliche Familiengröße lag bei 2,89 Personen.
Auf das gesamte County bezogen setzte sich die Bevölkerung zusammen aus 23,80 % Einwohnern unter 18 Jahren, 8,50 % zwischen 18 und 24 Jahren, 28,60 % zwischen 25 und 44 Jahren, 24,90 % zwischen 45 und 64 Jahren und 14,20 % waren 65 Jahre alt oder darüber. Das Durchschnittsalter betrug 39 Jahre. Auf 100 weibliche Personen kamen 94,00 männliche Personen, auf 100 Frauen im Alter ab 18 Jahren kamen statistisch 90,80 Männer.
Das jährliche Durchschnittseinkommen eines Haushalts betrug 36.498 USD, das Durchschnittseinkommen der Familien betrug 43.814 USD. Männer hatten ein Durchschnittseinkommen von 32.279 USD, Frauen 24.032 USD. Das Prokopfeinkommen betrug 18.520 USD. 11,10 % der Bevölkerung und 8,50 % der Familien lebten unterhalb der Armutsgrenze. 13,20 % davon waren unter 18 Jahre und 10,20 % waren 65 Jahre oder älter.

## Städte und Gemeinden
Kennebec County ist unterteilt in 29 Verwaltungseinheiten: 4 Citys und 25 Towns. Unity besaß bis 1942 den Status einer Plantation, ist seit dem Verlust ein Unorganized Territory.
| Ortschaft     | Status | Einwohner (2010) | Gesamte Fläche [km²] | Landfläche [km²] | Bevölkerungsdichte [Einwohner / km²] | Gründung         | Besonderheit           |
| ------------- | ------ | ---------------- | -------------------- | ---------------- | ------------------------------------ | ---------------- | ---------------------- |
| Albion        | Town   | 2.006            | 102,2                | 100,6            | 19,7                                 | 9. März 1804     |                        |
| Augusta       | City   | 18.899           | 150,9                | 143,4            | 131,8                                | 20. Februar 1797 | Shire Town des Countys |
| Belgrade      | Town   | 3.250            | 150,1                | 112,0            | 20,0                                 | 23. Februar 1796 |                        |
| Benton        | Town   | 2.715            | 75,3                 | 73,6             | 36,9                                 | 16. März 1842    |                        |
| Chelsea       | Town   | 2.778            | 51,8                 | 50,6             | 54,9                                 | 1. März 1851     |                        |
| China         | Town   | 4.408            | 147,3                | 129,2            | 34,1                                 | 5. Februar 1818  |                        |
| Clinton       | Town   | 3.370            | 116,0                | 113,6            | 39,7                                 | 7. August 1848   |                        |
| Farmingdale   | Town   | 2.995            | 29,9                 | 29,1             | 102,9                                | 3. April 1852    |                        |
| Fayette       | Town   | 1.160            | 81,6                 | 75,5             | 15,4                                 | 28. Februar 1795 |                        |
| Gardiner      | City   | 5.961            | 43,0                 | 40,6             | 146,8                                | 17. Februar 1803 |                        |
| Hallowell     | City   | 2.570            | 15,8                 | 15,2             | 168,7                                | 26. April 1771   |                        |
| Litchfield    | Town   | 3.586            | 102,7                | 97,0             | 37,0                                 | 18. Februar 1798 |                        |
| Manchester    | Town   | 2.456            | 58,6                 | 55,4             | 44,3                                 | 12. August 1850  |                        |
| Monmouth      | Town   | 4.066            | 101,1                | 88,1             | 46,1                                 | 20. Januar 1792  |                        |
| Mount Vernon  | Town   | 1.721            | 112,5                | 98,2             | 17,5                                 | 28. Juni 1792    |                        |
| Oakland       | Town   | 6.230            | 73,0                 | 66,5             | 93,7                                 | 26. Februar 1873 |                        |
| Pittston      | Town   | 2.875            | 86,6                 | 83,3             | 34,5                                 | 4. Februar 1779  |                        |
| Randolph      | Town   | 1.743            | 5,8                  | 5,5              | 315,7                                | 4. März 1887     |                        |
| Readfield     | Town   | 2.597            | 80,2                 | 75,5             | 34,4                                 | 11. März 1791    |                        |
| Rome          | Town   | 1.148            | 82,2                 | 65,9             | 17,4                                 | 7. März 1804     |                        |
| Sidney        | Town   | 4.645            | 117,9                | 109,4            | 42,5                                 | 30. Januar 1792  |                        |
| Vassalboro    | Town   | 4.520            | 123,8                | 114,7            | 39,4                                 | 26. April 1771   |                        |
| Vienna        | Town   | 578              | 66,1                 | 63,0             | 9,2                                  | 20. Februar 1802 |                        |
| Waterville    | City   | 15.828           | 36,4                 | 35,2             | 449,7                                | 23. Juni 1802    |                        |
| Wayne         | Town   | 1.129            | 66,4                 | 49,9             | 22,6                                 | 12. Februar 1798 |                        |
| West Gardiner | Town   | 3.671            | 70,1                 | 63,8             | 57,5                                 | 8. August 1850   |                        |
| Windsor       | Town   | 2.632            | 92,0                 | 89,7             | 29,3                                 | 3. März 1809     |                        |
| Winslow       | Town   | 7.948            | 100,2                | 95,4             | 83,3                                 | 26. April 1771   |                        |
| Winthrop      | Town   | 6.121            | 98,2                 | 80,9             | 75,7                                 | 26. April 1771   |                        |

| - China Village - East Vassalboro - East Winthrop - Libby Hill | - North Monmouth - North Vassalboro - South China |

Census-designated places
- Clinton (CDP) (1.305)
- Farmingdale (CDP) (1.935)
- Oakland (CDP) (2.758)
- Winthrop (CDP) (2.650)

Unorganized Territory
- Unity, Kennebec County